# Liste der Sänger an der Semperoper Dresden
Die Liste der Sänger an der Semperoper Dresden umfasst Sänger und Sängerinnen, die an der Semperoper aufgetreten sind.
- Irene Abendroth
- Theo Adam
- Mathieu Ahlersmeyer
- Bernd Aldenhoff
- Olaf Bär
- Giorgio Beruggi
- Erna Berger
- Kurt Böhme
- Jenny Bürde-Ney
- Robert Burg
- Rainer Büsching
- Maria Cebotari
- Scott Connor
- Eduard Decarli
- Chao Deng
- Albert Dohmen
- Placido Domingo
- Gala El-Hadidi
- Gunther Emmerlich
- Marie Erhard
- Hermin Esser
- Helena Forti
- Brünnhild Friedland
- Vanessa Goikoexea
- Christel Goltz
- Stephen Gould
- Matthias Henneberg
- Evelyn Herlitzius
- Josef Herrmann
- Barbara Hoene
- Sebastian Hofmüller
- Elisabeth Höngen
- Annette Jahns
- Horst Falke (Sänger)
- Siegfried Jerusalem
- Johannes Kemter
- Hans-Joachim Ketelsen (Ehrenmitglied 2023[1])
- Wookyung Kim
- Klaus König
- Martin Kremer
- Werner Liebing
- Angela Liebold
- Max Lorenz
- Christopher Magiera
- Amanda Majeski
- Therese Malten
- Markus Marquardt
- Christa Mayer
- Waltraud Meier
- Birgit Niethammer
- Camilla Nylund
- Marjorie Owens
- Melitta Otto-Alvsleben
- René Pape
- Hasmik Papian
- Tino Pattiera
- Romy Petrick[2]
- Magnus Piontek
- Christoph Pohl
- Torsten Ralf
- Jukka Rasilainen
- Deborah Raymond
- Elisabeth Reichelt
- Elisabeth Rethberg
- Lorenzo Riese
- Jan-Hendrik Rootering
- Kurt Rydl
- Erna Sack
- Marianne Schech
- Karl Scheidemantel
- Malvina Schnorr von Carolsfeld
- Paul Schöffler
- Peter Schreier
- Wilhelmine Schröder-Devrient
- Liesel Schuch-Ganzel
- Clementine von Schuch-Proska
- Hanns-Herbert Schulz
- Meta Seinemeyer
- Ute Selbig
- Barbara Senator
- Margarethe Siems
- Karl Heinz Stryczek
- Richard Tauber
- Margarete Teschemacher
- Fred Teschler
- Helga Thiede
- Elfride Trötschel
- Armin Ude
- Carolina Ullrich
- Tichina Vaughn
- Klaus Florian Vogt
- Katerina von Bennigsen
- Ernst Wachter
- Johanna Wagner
- Sebastian Wartig
- Erika Wedekind
- Hermann Wedekind
- Georg Fritz Weiß
- William Wernigk
- Elizabeth Zharoff
- Georg Zeppenfeld